# Sound Syndicate
Sound Syndicate è un album in studio del musicista inglese Paul Hardcastle, pubblicato nel 1990.
L'album è composto per la maggior parte di cover di brani di artisti come Donna Summer, Stevie Wonder e Booker T. & the M.G.'s. L'unico singolo estratto dall'album fu Are You Ready..., pubblicato un anno prima dell'uscita del disco.

## Tracce
Tutti i brani sono stati eseguiti da Paul Hardcastle. Le postille indicano le canzoni che sono state unite insieme per formare quel pezzo.
1. Syndicate Theme Part One
2. Are You Ready...:
  - Do the Spanish Hustle (Gerry Thomas)
  - Bus Stop (Bill Curtis, Johnny Flippin)
  - Let's Start the Dance (Hamilton Bohannon)
  - Galaxy of Love (Britton, Nerangis)
3. Wishing Star (Kelvin Billie)
4. Galaxy of Love / Riding High
5. Chi-Lites Love Combo
  - Have You Seen Her (Eugene Record, Barbara Acklin)
  - Homely Girl (Record, Stan McKenny, Stanley Wayne)
  - It's Time for Love (Record)
  - Oh' Girl (Record)
6. Always There (Philip Marson, Glen Schultz, Jane Schultz, Philip Morris, Paul James Berry)
7. Love to Love You Baby / I Feel Love
  - Love to Love You Baby (Pete Bellote, Giorgio Moroder)
  - I Feel Love (Donna Summer, Moroder)
8. Superstition (Stevie Wonder)
9. It Seems To Hang On (Ashford & Simpson)
10. Green Onions (Steven Cropper, Al Juno Jackson, Booker T. Jones, Lewis Steinberg)
11. Don't Seem Right
12. Syndicate Theme Part Two

## Musicisti
- Paul Hardcastle: Tutti gli strumenti.
- Cleveland Watkins: Voce nelle tracce 2 e 4.
- Juliet Roberts: Voce nella traccia 2.
- Steve Menzies: Voce nella traccia 5.
- Kevin Henry: Voce nella traccia 11.
- Gary Barnacle: Sassofono nelle tracce 3 e 8.
- Phil Todd: Sassofono nella traccia 6.
- Geoff Miller: Tromba nella traccia 4.